# Elephantorrhiza
Elephantorrhiza é um género botânico pertencente à família Fabaceae.